# Zhang Binglin
Zhang Binglin (chinois : 章炳麟 ; pinyin : zhāng bǐnglín) ou Zhang Taiyan (章太炎, zhāng tàiyán), né le 12 janvier 1869 et mort le 14 juin 1936, est un philologue chinois, critique littéraire et révolutionnaire anti-mandchou. 
Linguiste, il participe aux réformes de la phonologie du mandarin. Zhang développe également un système spécial de sténographie fondé sur le style sigillaire qu'il nomme jiyin zimu (記音字母). Ce système deviendra la base du zhuyin. 
Activiste politique, il écrit de nombreux ouvrages politiques qui lui vaudront d'être emprisonné 3 ans par l'empire Qing et 3 ans par le président Yuan Shikai. 

## Biographie

### Premières années
Hang est né sous le prénom de Xuecheng (學乘) à Yuhang (aujourd'hui un district de Hangzhou), dans le Zhejiang, au sein d'une famille d'érudits. En 1901, pour manifester sa haine des dirigeants mandchous de l'État Qing, il change son nom en « Taiyan », du nom de deux érudits qui avaient résisté à la prise de pouvoir des Qing 250 ans plus tôt. Le nom « Tai » vient de Taichong, le nom de plume de Huang Zongxi, et « Yan » de Gu Yanwu.
À 23 ans, il commence à étudier avec le grand philologue Yu Yue (1821-1907) et se plonge dans les classiques chinois pendant sept ans.
Après la première guerre sino-japonaise, il se rend à Shanghai, devient membre de la Société pour le renforcement national (強學會) et écrit pour plusieurs journaux, dont le Shi Wu Bao (時務報) de Liang Qichao. En septembre 1898, après l'échec de la réforme de Wuxu, Zhang s'enfuit à Taïwan avec l'aide d'un ami japonais et travaille comme reporter pour le Taiwan Nichinichi Shimpō (臺灣日日新報) et le Qing Yi Bao (清議報).

### Fuite au japon et rencontre avec les nationalistes
En mai de l'année suivante, Zhang se rend au Japon et est présenté à Sun Yat-sen par Liang Qichao. Il rentre en Chine deux mois plus tard pour devenir reporter au Yadong Shibao (亞東時報), un journal basé à Shanghai. Son ouvrage politique le plus important, Qiu Shu (訄書), a été publié en 1900, puis dans une édition considérablement révisée en 1904. En 1901, sous la menace d'une arrestation par l'empire Qing, Zhang enseigne à l'université de Soochow pendant un an avant de s'enfuir au Japon pendant plusieurs mois. À son retour, il est arrêté et emprisonné pendant trois ans, jusqu'en juin 1906. Il commence à étudier les écritures bouddhistes pendant son séjour en prison.
Après sa libération, Zhang se rend au Japon pour rejoindre le Tongmeng Hui et devient le rédacteur en chef du journal Min Bao (民報) qui critique vivement la corruption de l'empire Qing. Il y donne également des cours sur les classiques chinois et la philologie pour les étudiants chinois à l'étranger. Parmi ses élèves au Japon figurent Lu Xun, Zhou Zuoren et Qian Xuantong. Son élève le plus important est Huang Kan. En 1908, le Min Bao est interdit par le gouvernement japonais. Zhang se concentre alors sur ses recherches philologiques. Il invente l'expression « Zhonghua Minguo » (中華民國, littéralement « État du peuple chinois »), qui devient le nom chinois de la république de Chine. En raison d'un conflit idéologique avec Sun Yat-sen et ses Trois principes du peuple, Zhang a créé la branche tokyoïte du Guangfu Hui en février 1909.
Après le soulèvement de Wuchang, Zhang est rentré en Chine pour fonder l'Alliance pour la république de Chine (中華民國聯合會) et devenir rédacteur en chef du journal Dagonghe Ribao (大共和日報). Après l'accession de Yuan Shikai à la présidence de la république de Chine en 1913, Zhang devient conseiller de haut rang pendant quelques mois, jusqu'à l'assassinat de Song Jiaoren. Après avoir critiqué Yuan pour son éventuelle responsabilité dans l'assassinat, Zhang est assigné à résidence au temple Longquan de Pékin jusqu'à la mort de Yuan en 1916. Après sa libération, Zhang est nommé ministre du généralissime de Guangzhou (大元帥府秘書長) en juin 1917.

### Rupture et fin de vie
En 1924, Zhang a quitté le Kuomintang, s'est proclamé loyaliste envers la république de Chine et a critiqué Tchang Kai-Chek. Il fonde la Société des études nationales (國學講習會) à Suzhou en 1934 et a dirigé la rédaction du magazine Zhi Yan (制言).
Il meurt deux ans plus tard, à l'âge de 67 ans, et est enterré lors de funérailles nationales. Le 3 avril 1955, la république populaire de Chine a transféré son cercueil de Suzhou à la montagne Nanping, à Hangzhou. La république populaire de Chine a créé un musée qui lui est consacré à côté du lac de l'Ouest.
Il a eu trois filles avec sa première épouse. Avec Cai Yuanpei comme témoin, il se remarie en 1913 avec Tang Guoli (湯國梨), une féministe chinoise de la première heure. Ils ont eu deux fils, Zhang Dao (章導) et Zhang Qi (章奇).

## Pensée philosophique
À l'origine, Zhang Binglin était fermement ancré dans la philologie des « anciens textes », qui soulignait que « la diversité du patrimoine intellectuel de la Chine a conduit à une grave érosion de la position primordiale de Confucius telle qu'elle est défendue par les gardiens inébranlables de l'orthodoxie » (Kurtz 302). Zhang partageait le point de vue de son contemporain, Liu Yiqing, selon lequel les classiques confucéens devaient être lus comme de l'histoire et non comme des écritures sacrées. Cependant, il rejette fermement la suggestion de Liu de placer le patrimoine intellectuel chinois dans la matrice de la philosophie occidentale. Joachim Kurtz écrit :
"Zhang Binglin ne s'opposait pas aux reconceptualisations radicales en soi, mais seulement à celles qui reflétaient sans esprit critique les taxonomies européennes. Plutôt que d'enfermer les textes et concepts chinois anciens dans un corset disciplinaire dérivé de l'Occident, Zhang proposait d'élargir les catégories existantes de manière à faire de la place aux nouvelles connaissances dont la nation, comme il le reconnaissait volontiers, avait si désespérément besoin."
Zhang a remplacé le sens conventionnel du mingjia (qui était le nom de l'une des neuf écoles philosophiques antérieures à Qin) par une nouvelle compréhension - la méthodologie du débat similaire à la logique européenne et à la dialectique bouddhiste. Les réflexions de Zhang sur la religion ont connu plusieurs phases. À l'origine, avant son emprisonnement, il était très critique à l'égard de la religion et a écrit plusieurs essais qui critiquaient les concepts religieux : 
"Dans ces essais, il soulignait que le monde scientifique pouvait être réconcilié avec la philosophie chinoise classique. Cependant, ses idées sur la religion ont considérablement changé après son emprisonnement."

### Emprisonnement de 1903 à 1906
L'intérêt de Zhang pour le bouddhisme et les études qu'il mène dans ce domaine ne deviennent sérieux que pendant les trois années qu'il passe en prison pour avoir « publié de la propagande anti-Manchu et traité l'empereur Qing de “bouffon” en 1903 ». Pendant cette période, il lit le Yogacara-bhumi, les textes fondamentaux de l'école Weishi « Conscience seule » et l'ouvrage fondateur de la logique bouddhiste chinoise (le Nyayapravesa). Ces textes lui ont été offerts par des membres de la Société chinoise d'éducation (Zhongguo jiaoyuhui). Il affirmé plus tard que « ce n'est qu'en récitant et en méditant sur ces sutras qu'il a pu surmonter sa difficile expérience de la prison ». En 1906, après avoir été libéré de prison, Zhang se rendit au Japon pour éditer le Journal du peuple (Minbao) et développa un nouveau cadre philosophique qui critiquait la tendance intellectuelle dominante de la théorie de la modernisation.
À sa sortie de prison, il est devenu un fervent yogacarin. Son attitude à l'égard de la religion, en particulier du bouddhisme, a changé après son séjour en prison. Après 1906, les termes bouddhistes deviennent plus fréquents dans ses écrits, en particulier dans son interprétation du « Discours sur l'égalité des choses » de Zhuangzi.

### Vie au Japon de 1906 à 1910
Zhang a été exposé au bouddhisme Yogacara lors de son séjour au Japon (1906-1910), notamment car il était activement impliqué dans la politique nationaliste et anti-Manchu. Pendant son séjour, il édite le Journal du peuple (Minbao), basé à Tokyo, où il exprime pour la première fois une « voix bouddhiste ». Pendant son séjour au Japon, il rejoint le Tong Meng Hui, un parti composé principalement d'exilés anti-Manchu (dont Song Jiaoren et Sun Yat-sen) cherchant à régénérer la Chine sur le plan culturel et politique. Son texte de 1907, Les cinq négations, dénonce la façon dont les économies européennes « épuisent leurs propres entreprises » et « éteignent la fertilité de la terre »
À son retour en Chine, Zhang travaille au sein de la commission « convoquée par le ministère de l'Éducation du nouveau gouvernement nationaliste en 1913 pour établir une langue nationale et contribue à l'élaboration du système de symboles phonétiques chinois encore utilisé aujourd'hui à Taïwan, entre autres ». La terminologie utilisée par Zhang n'est pas courante dans les discussions philosophiques chinoises antérieures sur le symbole, le langage et le sacré. Avant le XXe siècle, les textes philosophiques chinois étaient rédigés en chinois classique (wenyanwen), qui utilise un style monosyllabique. La langue vernaculaire (baihua) a commencé à être utilisée plus couramment après le Mouvement du 4 mai en 1919. Les mots composés comme yuyen étaient rarement utilisés dans les écrits chinois antérieurs au 20e siècle. Zhang a été exposé à ces approches linguistiques lors de son séjour au Japon après son emprisonnement.

## Yogacara et Zhang

### L'approche historique bouddhiste-taoïste
À une époque où la plupart des intellectuels chinois favorisaient les idéologies de modernisation et approuvaient l'histoire comme un mouvement progressiste, Zhang Taiyan (Binglin) s'inspirait du bouddhisme et du taoïsme pour exprimer ses critiques. La vie sociale et intellectuelle de la dynastie Qing était principalement influencée par « les discours largement diffusés de la philosophie moderne et les forces concrètes du système capitaliste mondial des États-nations ». Après une série de défaites à la fin du XIXe siècle, les intellectuels chinois ont commencé à se concentrer sur la manière dont la Chine pouvait être améliorée afin d'être compétitive dans le système capitaliste mondial. Cette démarche a marqué une nette rupture avec la pensée chinoise antérieure, qui s'était principalement concentrée sur les enseignements des textes classiques traditionnels chinois. On pensait ainsi préparer efficacement les bureaucrates à leurs fonctions au sein du gouvernement impérial. Cependant, une crise nationale - la perte de plusieurs conflits armés - a poussé les philosophes chinois à adopter une pensée modernisatrice. Zhang était particulièrement révolutionnaire, car il « mobilisait le bouddhisme pour la politique » et combinait des éléments de la pensée bouddhiste Yogacara avec des concepts qu'il avait lui-même développés dans ses années prérévolutionnaires.
Zhang a compris les conditions de possibilité décrites par Emmanuel Kant en termes bouddhistes, à savoir « les fluctuations karmiques des graines dans la conscience alaya (la conscience de l'entrepôt) ». Il considérait l'histoire comme un « processus inconscient de pulsions ». La conscience de l'entrepôt, qui est définie comme le niveau de conscience le plus élevé, contient les graines qui initient le processus historique. Il pensait que « les expériences karmiques se développent à partir de racines invisibles, qui proviennent de graines. Lorsque nous agissons dans ces expériences, nous plantons inconsciemment de nouvelles graines karmiques et un cycle d'interaction entre le passé, le présent et le futur se poursuit". Dans son essai intitulé On Separating the Universal and Particular in Evolution, Zhang utilise ce cadre pour expliquer la philosophie de l'histoire de Hegel. Ce que Hegel décrit comme « une marche triomphale de l'esprit » est en fait « un désastre dégénératif créé par des graines karmiques » selon Zhang.

### Le bouddhisme Yogacara et la philosophie chinoise
Le Yogacara (ou Weishi) se concentre principalement sur les processus cognitifs qui peuvent être utilisés pour surmonter l'ignorance qui empêche d'échapper aux cycles karmiques de la naissance et de la mort. Les praticiens/proposants du Yogacara mettent l'accent sur les questions de cognition, de conscience, de perception et d'épistémologie. Le bouddhisme Yogacara est basé sur les concepts suivants : les trois natures propres, la conscience de l'entrepôt, le renversement de la base et la théorie des huit consciences. Zhang considère les enseignements et les principes du Yogacara comme « un système de connaissance sophistiqué qui pourrait servir d'alternative autorisée aux systèmes de connaissance introduits par l'Occident ».
Le Yogacara se concentre sur la pratique méditative, l'épistémologie et la logique. Cette tendance du bouddhisme avait cessé d'être populaire en Chine à l'époque de la dynastie Yuan (1206-1368). Les principes et les écrits du Yogacara ont été réintroduits en Chine au cours du 19e siècle en provenance du Japon, où ils avaient prospéré pendant des siècles. Ce renouveau a été principalement mené par Liang Qichao, Yang Wenhui, Tan Sitong, Zhang Taiyan et de nombreux autres intellectuels éminents de la fin de la période Qing.
Le Yogacara était populaire auprès des intellectuels de cette période parce qu'il se caractérisait par des pensées et des concepts structurés et organisés. Zhang a trouvé le Weishi facile à comprendre « parce qu'il s'agissait essentiellement de mingxiang (définitions de termes), des sujets dans lesquels il était bien ancré grâce à sa formation rigoureuse aux techniques d'apprentissage par la preuve associées aux approches de l'apprentissage Han des études classiques (jingxue) ».

Zhang écrit :
"Il y a de bonnes raisons à mon respect singulier pour faxiang (un autre nom pour Weishi). L'érudition moderne [en Chine] a progressivement suivi la voie de la « recherche de vérification dans les événements réels ». Bien entendu, l'analyse détaillée effectuée par les érudits de l'époque Han était bien supérieure à celle que les érudits de l'époque Ming étaient capables de réaliser. Avec les débuts de la science [introduite en Chine à la fin du XIXe siècle], les érudits se sont appliqués avec encore plus de précision. C'est pour cette raison que l'apprentissage du faxiang n'était pas adapté à la situation de la Chine sous les Ming, mais qu'il l'est tout à fait à l'époque moderne. Cette situation est due aux tendances qui ont influencé le développement de l'érudition."
Zhang voulait promouvoir le bouddhisme Yogacara comme une philosophie et non comme une religion. Le bouddhisme était considéré comme une forme de philosophie scientifique supérieure à la religion, à la science et à la philosophie. Zhang fonde sa vision philosophique sur la doctrine des trois natures. Il pensait que la troisième nature, celle de l'existence parfaitement accomplie, était apte à servir de fondement à la philosophie et à la religion chinoises. Zhang n'était pas le seul à le penser, le débat sur la religion à la fin des Qing étant devenu un projet philosophique destiné à moderniser la Chine afin qu'elle puisse rivaliser « en tant qu'État-nation dans un monde de plus en plus rationalisé et réifié ». Il a utilisé cette croyance pour critiquer les philosophes occidentaux Kant, Hegel et Platon, qui, selon lui, ne représentaient que les première et deuxième doctrines du Yogacara.

Zhang estimait que le yinming, ou la connaissance des raisons, permettait aux gens de retrouver le véritable sens des tests mohistes et confucéens, ce que la philosophie occidentale ne pouvait pas faire. La décision de Zhang de formuler son enquête comparative en termes de yinming démontre qu'il considère le yinming comme un « art du raisonnement » plus efficace que les « canons mohistes » ou la logique européenne. Dans son essai intitulé Discussion on the Equalization of Things, Zhang utilise des concepts bouddhistes Yogacara pour donner un sens à Zhuangzi, un ancien philosophe taoïste. Il affirme que la notion d'égalité de Zhuangzi implique de faire des distinctions sans utiliser de concepts :
"Egaliser les choses » (qiwuzhe) renvoie à l'égalité absolue (pingdeng). Il faut parler de la forme (xiang, laksana) sans mots, écrire la forme sans concepts (ming) et penser la forme sans esprit. C'est l'égalité ultime. Cela correspond à l'« égalisation des choses »."
Zhang a tenté de rendre l'égalité sans contradiction entre le particulier et l'universel. Zhang pensait que le cadre conceptuel était généré par nos actions karmiques. Comparés à la tentative de son contemporain Liu Shipei d'extraire la logique des maîtres de la dynastie Zhou, les écrits et les pensées de Zhang témoignent d'un niveau de sophistication théorique plus élevé, car il avait une compréhension plus ferme des objectifs et des limites de la logique européenne, ainsi qu'une connaissance des principes et de la pensée du yinming. Cela lui a permis d'établir des parallèles plus convaincants entre les notions qu'il a glanées dans ses sources.

## Héritage
L'historien intellectuel Joachim Kurtz affirme que la contribution la plus importante de Zhang au domaine de la philosophie chinoise a été de « montrer qu'il était possible, au moins à un niveau élémentaire, d'affirmer la validité d'un cadre conceptuel “traditionnel”, à savoir le bouddhisme chinois, tout en redéfinissant simultanément certaines notions, telles que les limites du domaine logique, conformément à une compréhension dérivée de l'Occident ».
Zhang continue d'être considéré comme une figure intellectuelle importante de la Chine moderne, en partie en raison de son appel à dissocier les idées de pouvoir souverain du Mandat du Ciel et à les associer plutôt au réalisme politique et à la capacité humaine.